# Gustau Violet
Gustau Violet (Tuïr, 18 de juliol del 1873 - Perpinyà, 14 d'agost del 1952) fou un escultor i escriptor nord-català.

## Biografia
Es formà a les classes d'arquitectura de l'Académie des Beaux-Arts de París, però aviat preferí l'escultura. S'abocà a un art antiacadèmic, basat en l'expressió del que ell anomenava la raça catalana i on hom ha detectat l'influx de Constantin Meunier.

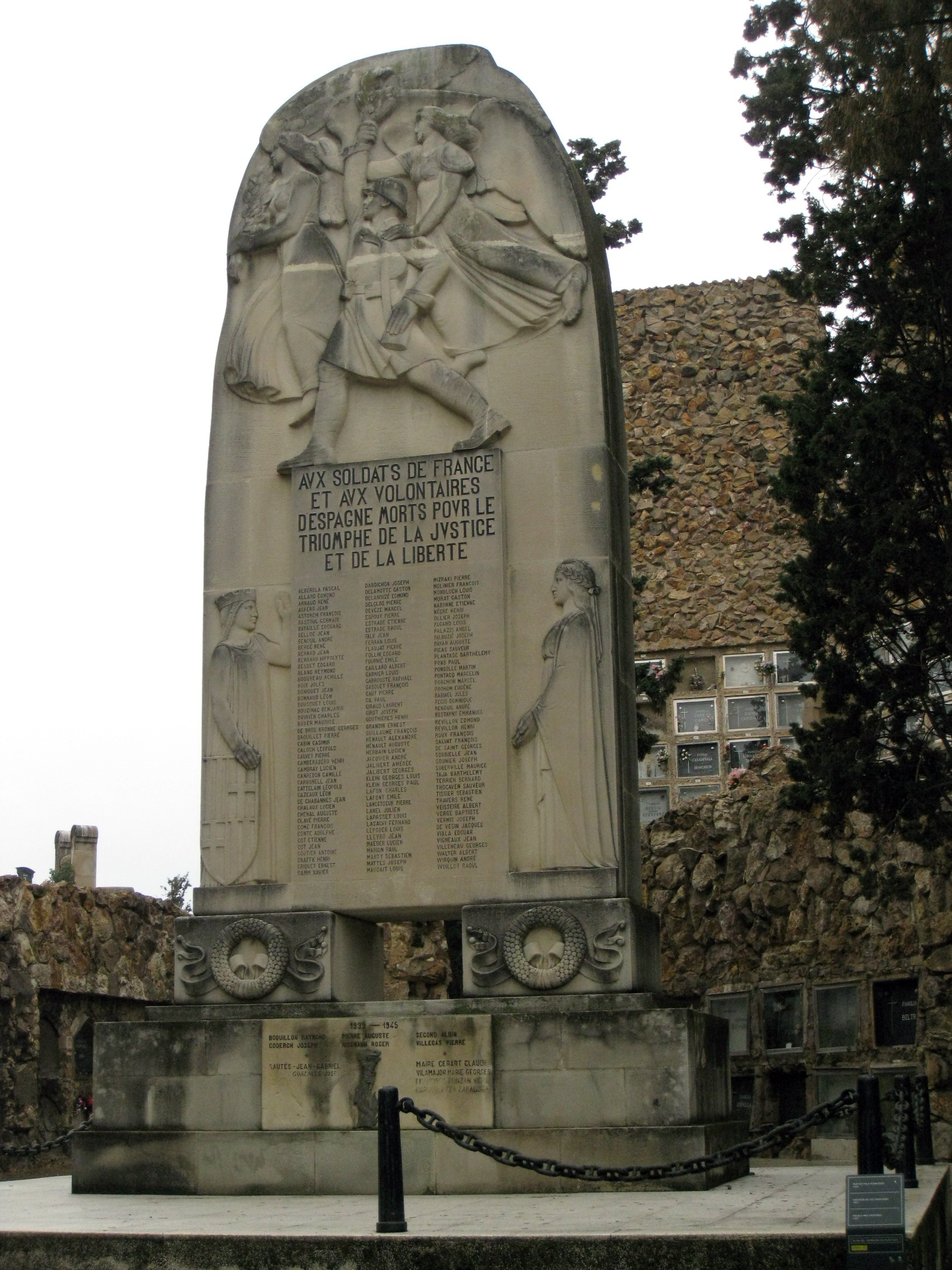
Als morts per França a la Primera Guerra Mundial (1925), al Cementiri de Montjuïc

Treballà la pedra, el marbre, el bronze, el coure i, sobretot, la terra cuita, sovint amb una pàtina amb aspecte de bronze. Entre les seves obres grans hi ha el Monument als morts de Perpinyà, l'estàtua funerària de Monsenyor Carsalade i els relleus de la porta de l'Escola Normal de Perpinyà. Si bé exposà a París, on el 1902 rebé menció honorífica al Salon des Artistes Français, preferí l'arrelament a Catalunya, sense fer distincions entre l'un o l'altre costat: aprofità la tradició ceramista de Quart d'Onyar per a produir escultures seriades de qualitat, i a Prada tingué un quant temps per ajudant Miquel Oslé. Realitzà estatuetes de marbre i bronze de delicats contorns i d'un sabor clàssic i primitiu, inspirades en temes de la vida quotidiana en les quals va intentar reflectir l'esperit català i també feu nombroses figuretes de terra cuita seriades. Creà un taller de forja artística segons la tradició catalana.
El maig del 1905 va fer una estada a Barcelona amb motiu de l'exposició d'artistes del Rosselló que va tenir lloc a la Sala Parés. Poc després va unir-se a la Societat d'Estudis Catalans i fou un dels col·laboradors de la Revue Catalane.
El 1924 es va inaugurar a Perpinyà el monument als morts de la Primera Guerra Mundial, una ambiciosa obra seva que integra escultura, mosaic i ferro forjat.
Descobrí i revalorà a Prada el Crucifix d'El Greco actualment al Museu del Louvre de París. Hom el considera, després d'Aristides Maillol, el principal escultor modern del Rosselló. La seva obra pot assimilar-se al corrent postmodernista català. És representat al Museu d'art Jacint Rigau de Perpinyà i al MNAC de Barcelona, així com a la Biblioteca-Museu Víctor Balaguer de Vilanova i la Geltrú.
En el terreny literari, va escriure amb Josep Sebastià Pons La font de l'Albera, que fou estrenada a Ceret amb música d'Enric Morera.